# Sharkman
Pour plus de détails, voir Fiche technique et Distribution.
Sharkman (Hammerhead: Shark Frenzy) est un téléfilm américain réalisé par Michael Oblowitz et diffusé le 18 juin 2005 sur Sci Fi Channel.

## Synopsis
Paul King (Anton Argirov) meurt d’un cancer du rein. Cinq ans plus tard, son père, Preston King (Jeffrey Combs), un scientifique, invite les médecins qui n’ont pas pu sauver son fils sur son île inexplorée du Pacifique occidental. La femme veuve de Paul, Amelia Lockhart (Hunter Tylo), qui croit que Paul est mort il y a cinq ans d’un cancer, et le nouvel intérêt amoureux d’Amelia, Tom Reed (William Forsythe), se rendent également sur l’île. Là, King révèle que Paul n’est jamais mort et qu’il a été sauvé de la mort en se faisant injecter de l’ADN de requin-marteau pour modifier ses cellules souches. Cela a transformé Paul en une créature mi-homme/mi-requin. King libère l’eau du réservoir où il gardait Paul, dans l’espoir qu’il mangera les médecins pour se venger de leur licenciement cinq ans auparavant. Alors que Paul, maintenant connu sous le nom de Hammerhead, les poursuit dans la jungle pour s’éloigner de l’eau, ils s’échappent avec Hammerhead.
Hammerhead commence à attaquer Bernie près des quais et lui arrache presque la jambe droite. Il tue ensuite Julie en la déchirant en morceaux lorsqu’elle est séparée de Whitney dans la jungle. Puis le monstre tue Bernie blessé, puis le docteur Katie Medevenko qui s’est rangée du côté des protagonistes pour les avertir des plans fous du Dr King et trouver un remède contre le cancer, mais tombe malheureusement dans l’eau après l’attaque des hommes de King où Hammerhead la tue, et il mange Jane vivante pendant qu’elle essaie de soulager ses brûlures.
Hammerhead commence à tuer les ouvriers de l’île et à traquer les « invités » de King jusqu’à ce qu’il soit finalement repris par les ouvriers restants de King. Les hommes de King capturent également Amelia, dont King espère que son fils se souviendra et s’accouplera pour créer une progéniture mi-humaine/mi-requin, car il est convaincu qu’une partie de Paul est toujours humaine. King force Amelia à regarder l’un des médecins, Whitney Feder (Arthur Roberts), être donné en pâture à Hammerhead. Amelia reçoit ensuite une injection d’une drogue pour la calmer pendant que King regarde dans l’espoir que Hammerhead s’accouplera avec elle. Cependant, au lieu de s’accoupler avec Amelia, Hammerhead mord le bras droit de son père. Tom arrive au laboratoire et sauve Amelia. Il force de l’azote liquide dans la gorge de Hammerhead, le faisant exploser. King tente de tirer sur Amelia, mais Tom l’abat. Le bâtiment explose alors qu’Amelia et Tom, les deux seuls survivants, s’échappent.

## Fiche technique
- Titre original : Hammerhead
- Titre original alternatif : Hammerhead: Shark Frenzy
- Réalisation : Michael Oblowitz (en)
- Scénario : Kenneth M. Badish et Boaz Davidson (en)
- Photographie : Emil Topuzov
- Musique : John Dickson
- Société de production : Nu Image / Millennium Films, Active Entertainment
- Pays d'origine :  États-Unis,  Allemagne,
- Langue originale : anglais
- Durée : 90 minutes
- Date de diffusion :

## Distribution
- Jeffrey Combs (VF : Olivier Cuvelier) : Dr Preston King
- William Forsyhte : Tom Reed
- Lydie Denier : Dr Mendoveko
- Hunter Tylo : Amelia Lockhart
- Antony Agirov : Hammerhead
- Elise Muller : Jane Harper
- Arthur Roberts : Whitney Feder
- G.R. Johnson : Bernie Amos
- Maryia Ignatova : Julie
- Velizar Binev : Dr Krause